# Вингегор, Йонас
Йонас Вингегор Расмуссен (дат. Jonas Vingegaard Rasmussen; род. 10 декабря 1996, Хиллерслеу, коммуна Тистед, область Северная Ютландия, Дания) — датский профессиональный шоссейный велогонщик, выступающий за команду мирового тура «Jumbo-Visma».
Вингегор начинал свою карьеру в молодёжных командах различных датских команд и добился успеха как профессиональный гонщик в составе UCI Continental команды ColoQuick-Cult в 2016 году. Его физические возможности и способность побеждать на подъёмах вызывали восхищение, однако ему не хватало значительных результатов на шоссе. Присоединившись к команде Team Jumbo-Visma в 2019 году, он произвел впечатление на Туре Польши и участвовал в качестве помощника для Приможа Роглича на Вуэльте Испании.
В апреле 2021 года Вингегор был выбран в качестве замены Тому Дюмулену в составе команды на Тур де Франс. В начале Тура Вингегор первоначально работал как помощник для Роглича, который считался одним из главных фаворитов в общем зачете. После того, как Роглич попал в аварию и позже снялся с гонки, Вингегор стал единственным претендентом команды на общий зачет. Он привлек международное внимание, атакуя на Ванту, обогнав лидера гонки и будущего победителя Тадея Погачара, и занял второе место в общем зачете.
На Тур де Франс 2022 года Вингегор был одним из фаворитов в общем зачете, наравне с Тадеем Погачаром. Этап 11 включал подъём на Коль де Гранон, который не использовался в Туре с 1986 года, когда Грег ЛеМонд завоевал желтую майку у Бернара Ино. Команда Вингегора, Jumbo-Visma, атаковала Погачара на Коль дю Телеграф и Коль дю Галибье вместе с Рогличем, при этом Кристоф Лапорт и Стивен Крейксвейк были рядом, а Ваут ван Арт находился впереди. На заключительном подъёме, на расстоянии 5 км от финиша, Вингегор атаковал и второй раз в своей карьере обошел Погачара, но на этот раз Погачар не смог вернуться. Неутомимо продвигаясь, Вингегор выиграл этап, завоевал жёлтую майку и выбил +2:51 времени у Погачара. Это поставило Йонаса в лидеры и отправило Погачара на третье место, вслед за Роменом Барде. Вингегор не собирался отдавать жёлтую майку до конца Тура, также обыграв Погачара на заключительном подъёме на Отакам, после остановки, чтобы подождать Погачара после падения в знак спортивной честности. Его усилия в конечном итоге принесли ему победу на Тур де Франс 2022.

## Карьера

### Начало
Йонас Вингегор родился и вырос в регионе Ти, Дании. С самого раннего возраста он занимался футболом и гандболом. Вместе с отцом он был зрителем, когда первый этап Danmark Rundt 2007 года стартовавший 1 августа из города Тистед, главного города региона. На этой гонке местный велосипедный клуб Thy Cykle Ring установил тренажер, чтобы зрители могли почувствовать, как это — подниматься на велосипеде в гору. Впоследствии он стал членом этого клуба и начал принимать участие в своих первых гонках. Он гонял с Thy Cykle Ring в течение пяти сезонов, пока в 2013 году не перешел в Aalborg Cykle-Ring. В 2014 году, его последний год участия в категории юниоров, Вингегор присоединился к клубу Odder Cykel Klub. Когда он стал взрослым гонщиком, вначале он столкнулся с трудностями и плохо выступал на гонках. Однако, когда клуб Odder Cykel создал команду U23 в начале 2016 года, результаты для Вингегора улучшились. Весной он оказался на подиуме на одной из гонок в Альборге, и в мае он одержал победу на одной из секций Pinse Cuppen в Хаммеле, где гонщикам приходилось несколько раз подниматься на знаменитый местный холм Пёт Мёлле.

### Команда ColoQuick-Cult (2016—2018)
Когда Вингегор начал достигать лучших результатов на гонках, датская UCI Continental команда ColoQuick-Cult и генеральный менеджер Кристиан Андерсен заключили с ним контракт в мае 2016 года, и он сразу же перешел в новую команду. Чтобы структурировать его повседневную жизнь, Андерсен предложил Вингегору работу на рыбном рынке Chrisfish в Ханстхольме. В будние дни Вингегор работал там с 6 утра до полудня, чистя рыбу, а после обеда тренировался. Некоторое время он работал на фабрике вместе с Михаэлем Вальгреном, который также стремился стать профессиональным велогонщиком.
В 2016 году, в возрасте 19 лет, он также достиг своего первого значительного международного результата, заняв второе место на гонке уровня UCI 2.1 Тур Китая I
В половине сезона 2017 года Вингегор не участвовал во многих гонках, так как получил травму — перелом бедра вследствие падения на гонке Тур Фьордов 2017. Перед получением травмы он занял четвёртое место в общем зачете и победил в молодёжной классификации на французской многодневной гонке Тур Луар и Шер.
К моменту восстановления после перелома бедра и начала сезона 2018 года, Вингегор вернулся в прежнюю форму. В начале марта 2018 года, на тренировочной поездке в Испанию, Вингегор установил рекорд времени на тестовом подъёме Coll de Rates. Он преодолел 6,5 километров за 13 минут и 2 секунды, что было на 12 секунд быстрее предыдущего рекорда, принадлежавшего Теджею ван Гардерену. В середине 2018 года его физические данные были протестированы в Team Danmark. После этого спортивный физиолог Ларс Йохансен сказал о Вингегоре:
У него просто уникальный клапан и сердце, которое превосходит других. Его сердце далеко опережает среднее значение у датских мужских велогонщиков. У него, возможно, есть прирост около 15 процентов, и это значительно

### Команда Jumbo-Visma (2019-н.в)
Вингегор присоединился к команде Jumbo-Visma в 2019 году, и в том же году он одержал свою первую победу на Мировой туре UCI на 6-м этапе Тура Польши.
В следующем году он финишировал восьмым на Туре Польши 2020. Он также завершил свой первый Гранд-тур, Вуэльту Испании 2020 года, где он выступал в качестве помощника Приможа Роглича, который выиграл гонку.

#### 2021 год
Вингегод выиграл пятый этап своей первой гонки в 2021 году — Тур ОАЭ, а затем выиграл два этапа и в целом занял первое место на Международной неделе Коппи-Бартали. Позже в том же году он занял второе место в общем зачёте за своим командным товарищем Рогличем на Туре Страны Басков.
В апреле Вингегор был назначен заменой Тома Дюмулена в команде на Тур де Франс 2021 года. На Туре, Вингегор изначально ехал в качестве помощника Приможа Роглича, который был одним из главных фаворитов на общий зачёт. На третьем этапе, Роглич серьёзно падал, и несмотря на усилия команды вернуть его, команда финишировала почти на полторы минуты в минус. На пятом этапе — индивидуальной гонке на время длиной 27,2 километра, Вингегор финишировал третьим и вошёл в первую десятку общего зачёта. На восьмом этапе, который был первым горным этапом гонки, Вингегор финишировал вместе с главной группой общего зачёта, потеряв почти три с половиной минуты до Тадея Погачара, который в итоге надел желтую майку лидера. Вингегор поднялся на пятую строчку общего зачёта, отставая на пять минут. После этого этапа, Роглич вынужден был сняться с гонки из-за травм, оставив Вингегора единственным претендентом на общий зачёт в команде.
На 11 этапе, который включал двукратный подъём на Ванту, Вингегор атаковал на втором подъёме. Хотя Погачар смог изначально следовать за ним, Вингегор смог оторваься от жёлтой майки, получив преимущество в почти 40 секунд на вершине. Однако его догнали на спуске к финишу. Благодаря своим выигрышам во времени, Вингегор поднялся на третье место в общем зачете. По мере того, как гонка направлялась в Пиренеи, Вингегор укреплял свою позицию в генеральной классификации. На 17 этапе, который завершился на вершине Коль дю Порте, только Вингегор и Ричард Карапаз смогли следовать за атакой Погачара. В спринте Вингегор финишировал вторым после Погачара, поднявшись на второе место в общем зачете. Точно такая же ситуация повторилась на следующем этапе, который завершился на вершине Люс Ардиден, где Вингегор снова финишировал вторым. На предпоследней временной гонке, Вингегор занял третье место, укрепив свою вторую позицию в общем зачете. Он благополучно завершил последний этап, став вторым датским гонщиком, который достиг пьедестала на Тур де Франс и первым с 1996 года.

#### 2022 год
Его первым крупным результатом в 2022 году стало второе место на Тиррено-Адриатико, за которым последовало шестое место на Туре страны Басков Команда Jumbo-Visma доминировала на Критериуме Дофине, где Вингегор занял второе место за своим товарищем по команде Рогличем и выиграл королевский этап гонки.
Йонес Вингегор начал Тур де Франс в сильной форме, с Погачаром как единственным GC-гонщиком, финишировавшим перед ним после индивидуальной гонки на открытии первого этапа. На пятом этапе Роглич потерпел поражение, что стоило ему времени, и Вингегор почти потерял значительное количество времени. Он испытал техническую неисправность и больше не мог ехать на своем велосипеде, но напарник Натан Ван Хойдонк был рядом, чтобы дать ему свой велосипед. Сиденье Ван Хойдонка было значительно выше, чем у Вингегора, поэтому он должен был ехать всю дорогу стоя. Напарник Стивен Круйсвейк предложил отказаться от своего велосипеда, но затем прибыла командная машина и достала его резервный. Благодаря мощному усилию Ваута ван Арта в конце этапа, Вингегор потерял немного времени. На следующих этапах он боролся за победы на этапах и бонусы за время с Погачаром и в итоге оказался единственным GC-гонщиком, находившимся в пределах минуты от лидера, когда гонка вошла в высокогорье. На 11 этапе был финальный подъём на Коль дю Гранон, подъём, который не использовался с 1986 года, когда Грег Лемонд отобрал жёлтую майку у Бернарда Инно. Команда Jumbo-Visma атаковала Погачара на Коль дю Телеграф и Коль дю Галибье с Рогличем, имея рядом Лапорта и Круйсвейка, а также ван Арта на дороге. На последнем подъёме Вингегор атаковал на отметке в 5 км и выбил Погачара второй раз в своей карьере, но на этот раз Погачар не смог вернуться. Неустанно продвигаясь, Вингегор выиграл этап и жёлтую майку и получил +2:51 времени преимущества над Погачаром. Это поставило Вингегора на первое место и понизило Погачара на третье, позади второго Ромена Барде. Это была первая победа Вингегор на этапе Тур де Франс в его карьере. Он защитил свое лидерство на следующий день, который закончился подъёмом на вершину Альп д’Уэз.
На следующих этапах Погачар несколько раз атаковал, что привело к небольшим разрывам с другими лидерами генеральной классификации, но Вингегор смог отразить каждую из них. Команда Jumbo-Visma потерпела серьёзную неудачу перед днем отдыха, потеряв двух сильных гонщиков — Роглич не вышел на старт 15-го этапа, а Круйсвейк выбыл из-за падения на этапе. К счастью для Вингегора, его напарник Сепп Кусс был в хорошей форме и продолжал гонку на третьей неделе. На 18 этапе он ответил на ранние атаки Погачара. Перед последним подъёмом на Отакам он ждал, когда Погачар догонит его после падения. На последнем подъёме он следовал за Куссом большую часть пути. Недолго спустя Кусс и Погачар догнали Вута ван Арта, который атаковал на старте. Вскоре Погачар начал уступать им и Вингегор воспользовался моментом и атаковал. К моменту пересечения финишной линии он оторвался от двукратного защитника титула на более чем минуту, завоевал свою вторую победу на этапе, непреодолимое преимущество в горной классификации уверенно обеспечил себе победу до последней индивидуальной гонки на 20 этапе. Битвы между Погачаром и Вингегором продолжали раскалывать остальное поле. Перед 19 этапом Томас находился отставал на восемь минут, а Давид Году и Найро Кинтана отставали на более чем десять и приближались к пятнадцати минутам соответственно. На последней индивидуальной гонке Вингегор проявил агрессивность и имел одно из самых быстрых времен на первых контрольных пунктах, только замедлившись, когда стало ясно, что серьёзное время не будет потеряно. Он пересек финишную линию в Париже с отставанием в минуту от спринтеров, ехавших рядом с оставшимися напарниками.
В течение следующих месяцев Вингегор отсутствовал в нескольких гонках, где его ждали после победы на Тур де Франс, особенно на Туре Дании и чемпионате мира, запланированный на сентябрь. Несколько газет поставили под сомнение его моральное состояние и упомянули о «тяжелых временах», которые переживал чемпион. Он вернулся 27 сентября на гонку CRO, чтобы подготовиться к Туру Ломбардии в начале октября.

#### 2023 год
Вингегор начал сезон 2023 года в конце февраля на многодневной гонке O Gran Camiño в Галисии, Испания. Он выиграл гонку, выиграв все три оспариваемых этапа. Затем он участвовал в соревнованиях Париж-Ницца, где занял третье место в общем зачете после Тадея Погачара и Давида Гауду, проиграв им чуть более 40 секунд на 4 этапе. Затем он принял участие и выиграл Тур Страны Басков, а также три победы на этапах и классификацию по очкам в процессе. На Критериуме Дофине, самом важном этапе подготовки к Туру, он выиграл два этапа и выиграл генеральную классификацию с самым большим отрывом с 1993 года: более чем на две минуты опередил Адама Йейтса, занявшего второе место. Это доказало, что Вингегор снова стал одним из двух основных фаворитов Тур де Франс наряду с Погачаром.
На Тур де Франс 2023 Вингегор хорошо стартовал, уступив Погачару 1:04 на пятом этапе после атаки в 1,5 км от вершины Мари-Бланк. Вингегор занял второе место в общем зачете после победителя этапа Джая Хиндли, а Погачар опустился на 6-е место. Однако следующий день снова показал, что явного фаворита на победу в гонке по-прежнему нет. Примерно в 2,5 км от финиша в Котере, Погачар ускорился и сумел сбить Вингегора, выиграв этап. Вингегор занял второе место с отставанием в 24 секунды, но получил жёлтую майку лидера гонки с преимуществом над Погачаром в 25 секунд. Лидер Хиндли, отставший на Турмале, потерял значительное время и опустился на третье место в общем зачете, отстав от Вингегора на 1:34 минуты. На 9-м этапе Вингегор снова уступил время Погачару, отставая на 9 секунд после ускорения на финальном подъёме, и теперь между ними был разрыв длительностью 17 секунд. Двумя днями позже, на 13-м этапе, Погачар снова отыграл ещё четыре секунды, сократив разрыв между ними до 9 секунд. Ход гонки резко изменился после 22-километровой гонки на время на 16-м этапе. Погачар показал хороший результат, опередив Ваута Ван Аэрта на 1:13. Однако Вингегор оказался на другом уровне, двигаясь намного быстрее, чем кто-либо на всех проверках времени, и в конечном итоге финишировал на 1:38 лучше Погачара. Следующий этап, высокогорный день, оказался ещё более драматичным, поскольку Вингегор выиграл Погачара в самом начале финального восхождения. Он финишировал почти на 6 минут раньше Погачара, увеличив свое преимущество до 7:37. В конечном итоге он выиграл гонку второй год подряд.

## Личная жизнь
Йонес Вингегор женился на Трине Мари Хансен в Глингёре (р. 1987). Они познакомились, когда Вингегор был гонщиком команды ColoQuick с 2016 по 2018 годы, а Трина была менеджером по маркетингу команды. В сентябре 2020 года Трина родила дочь Фриду.

## Достижения
2016
2-й Тур Китая I
2017
2-й Гран-при Виборга
4-й Tour du Loir et Cher — Генеральная классификация
1-й — Молодёжная классификация
5-й Гран-при Сундвольдена
7-й Гран-при Рингерике
2018
1-й — Пролог Джиро дель Валле-д’Аоста
1-й — Этап 4 (КГ) Тур де л’Авенир
4-й Гран-при Сундвольдена
5-й Tour du Loir et Cher — Генеральная классификация
1-й — Молодёжная классификация
5-й Grand Prix Priessnitz spa (Велогонка Мира U-23) — Генеральная классификация
9-й Le Triptyque des Monts et Châteaux — Генеральная классификация
2019
1-й — Этап 6 Тур Польши
2-й Тур Дании — Генеральная классификация
9-й Тур Германии — Генеральная классификация
2020
8-й Тур Польши — Генеральная классификация
2021
1-й Международная неделя Коппи и Бартали — Генеральная классификация
1-й — Очковая классификация
1-й — Этапы 2 и 4
1-й — Этап 5 Тур ОАЭ
2-й Тур де Франс — Генеральная классификация
2-й Тур Страны Басков — Генеральная классификация
1-й — Молодёжная классификация
2022
Тур де Франс
 Генеральная классификация
 Горная классификация
11-й и 18-й этапы
Дроме Классик
2-й Критериум Дофине — Генеральная классификация
Этап 8
Тиррено — Адриатико
2023
Тур де Франс
 Генеральная классификация
Этап 16 (ITT)
Тур Страны Басков
Очковая классификация
Этапы 3, 4 и 6
Критериум Дофине
Этапы 5 и 7
Вуэльта Испании
2-й Генеральная классификация
Этапы 13 и 16
Париж — Ницца
3-й Генеральная классификация
Этап 3 (TTT)
2024
Тиррено — Адриатико
Генеральная классификация
Горная классификация
Этапы 5 и 6
Тур де Франс
2-й Генеральная классификация
Этап 11